# عاثية الأمعاء P1
عاثية الأمعاء P1 (بالإنجليزية: Enterobacteria phage P1)‏ هي عاثية من جنس الفيروسات الشبيهة-P1 من فصيلة الفيروسات العضلية ضمن رتبة الفيروسات الذنبية.